# Rhyssemus propinquus
Rhyssemus propinquus är en skalbaggsart som beskrevs av Rudolph Petrovitz 1964. Rhyssemus propinquus ingår i släktet Rhyssemus och familjen Aphodiidae. Inga underarter finns listade i Catalogue of Life.